# George de Mestral
George de Mestral (19. juni 1907 i Colombier i Schweiz – 8. februar 1990 i Commugny i Schweiz) var en schweizisk elektrotekniker, som opfandt velcro.
De Mestral var søn af Albert de Mestral, som var landbrugstekniker, og Marthe de Goumoëns i Colombier, ikke langt fra Lausanne i Schweiz. Som tolvårig designede De Mestral et legetøjsfly som han patenterede. Han gik i skole ved École polytechnique fédérale de Lausanne. Efter sin eksamen i 1930 arbejdede han i et maskinværksted hos en teknikvirksomhed. De Mestral arbejdede på velcro-opfindelsen i ti år fra 1948, og i 1955 lykkedes det ham at tage patent på sin opfindelse, hvorefter han solgte omtrent 55.000 kilometer velcro om året gennem sin virksomhed.